# Фаро (національний парк)
Національний парк Фаро — національний парк у Північній провінції Камеруну. Він займає площу 3,300 км2 і знаходиться недалеко від нігерійського кордону, оточений зі східного боку кількома мисливськими заповідниками. Він є домом для гепардів, антилоп та слонів і відомий своїми колоніями бегемотів.
Парк знаходиться між двома великими піщаними річками Фару на північному сході та Део вздовж західного боку, яка впадає у Фару на крайній півночі.